# جمال الدين (ألقورات)
جمال الدین (بالفارسية: جمال‌الدین) هي مستوطنة تقع في إيران في خراسان الجنوبية. يقدر عدد سكانها بـ 12 نسمة .